# الإسكندر الأكبر في الأسطورة
 

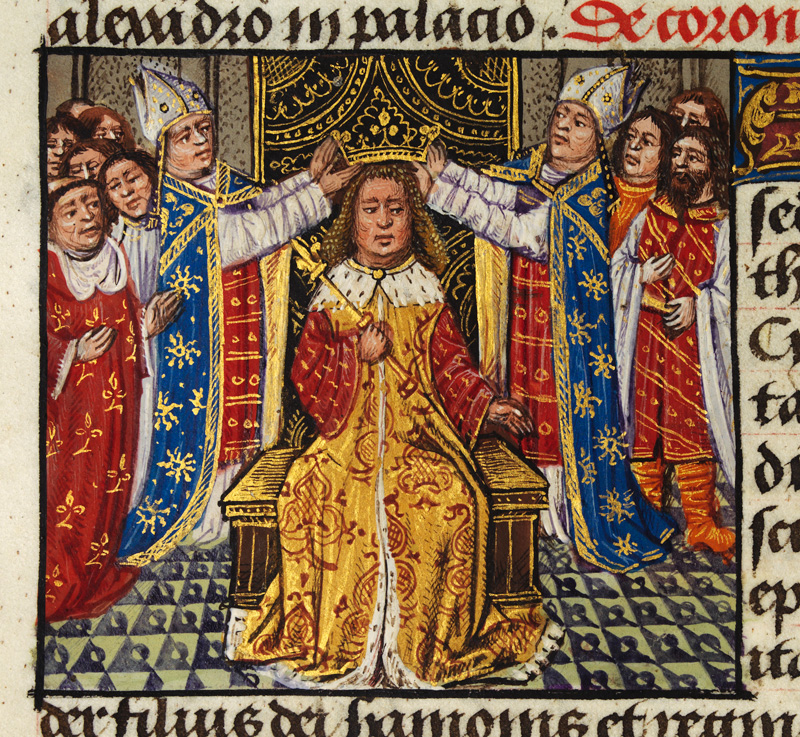
تتويج الإسكندر مصور على الطراز الأوروبي في العصور الوسطى في رواية تاريخ معارك الإسكندر التي تعود إلى القرن الخامس عشر

ألهمت الفتوحات الواسعة للملك المقدوني الإسكندر الأكبر سريعًا نشوءَ وانتشارَ أساطيرَ حول معبوده ورحلاته وحكاياته. ظهرت هذه الأساطير بعد وفاته بفترة وجيزة، وربما بدأ بعضها بالتشكل خلال حياته. من بين المواضيع والرموز الشائعة في أساطير الإسكندر: بوابات الإسكندر، وقرون الإسكندر، وعقدة غورديان.
في القرن الثالث الميلادي، ألّف كاتب مجهول، باسم مؤرخ بلاط الإسكندر، كاليسثينيس (المعروف باسم كاليسثينيس الزائف)، رواية "قصة الإسكندر" اليونانية. وقد أفرز هذا النص نوعًا أدبيًا جديدًا يتناول أساطير الإسكندر ومآثره عبر القرون، حيث تكررت أكثر من مئة نسخة في العصور ما قبل الحديثة، وظهرت تقريبًا في كل لغة في العالمين الأوروبي والإسلامي.

## التقاليد اليونانية

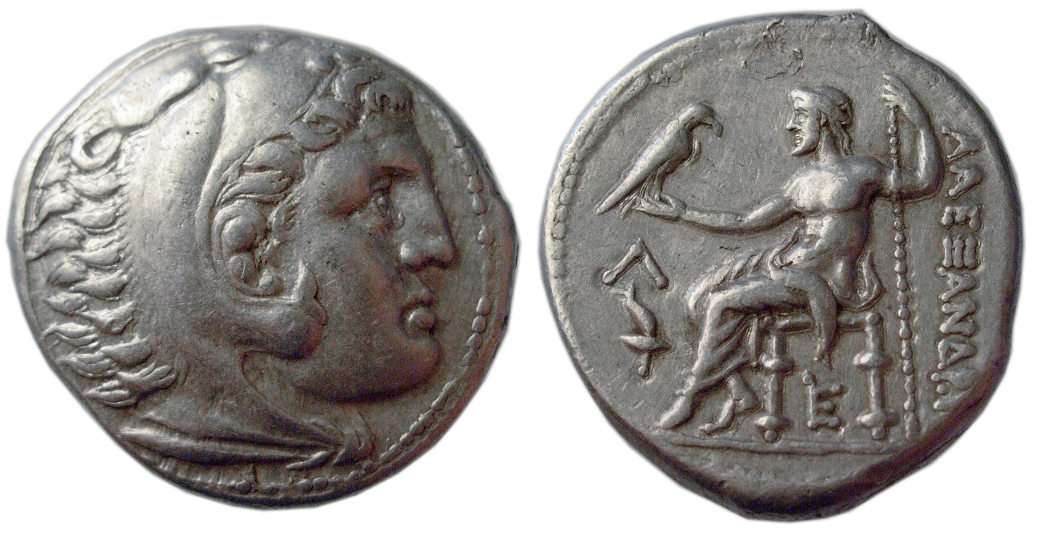
صدرت بعد وفاته رباعية الدراخما الفضية للإسكندر الثالث مع نقش 'الإسكندر'؛ متحف أمفيبوليس الأثري

### الفاتح المتنبأ به
رأى الملك فيليب الثاني في المنام أنه أخذ ختمًا شمعيًا وختم رحم زوجته. كان الختم يحمل صورة أسد. فسّر الرائي أريستاندر هذا على أنه يعني أن أوليمبياس حامل، لأن الرجال لا يختمون ما هو فارغ، وأنها ستلد ابنًا شجاعًا كالأسد.
بعد أن استولى فيليب على بوتيديا عام 356 قبل الميلاد، تلقى خبر فوز حصانه في الألعاب الأولمبية، وهزيمة الإليريين من قبل بارمينيون. ثم تلقى خبر ميلاد الإسكندر. أخبره العرافون أن الابن الذي يتزامن ميلاده مع ثلاثة انتصارات سيكون دائمًا منتصرًا. عندما روض الإسكندر الصغير حصانه بوسيفالوس، لاحظ والده أن مقدونيا لن تكون كبيرة بما يكفي لاستيعابه.

### التأليه
عندما زار الإسكندر مصر، مُنح لقب فرعون ولقب "ابن رع" (إله الشمس المصري). وفي عام 331 قبل الميلاد، زار واحة سيوة (المعروفة أيضًا بواحة آمون رع) في مصر. وفي تلك اللحظة، كما تقول الأسطورة، بدأ الإسكندر يُشير إلى زيوس آمون على أنه والده الحقيقي. وعند عودته إلى ممفيس بعد زيارة الوحي، أُبلغ أن نبية الوحي الأبولوني، العرافة الإريترية، قد أكدت أيضًا أبوته الإلهية كابن زيوس.

### رسائل ملفقة
- كتب ليون البيلاي عمله "عن الآلهة في مصر" على أساس رسالة غير موثوقة أرسلها الإسكندر إلى والدته أوليمبياس.
- رسالة الإسكندر إلى أرسطو، والتي وصفت بأنها رسالة أرسلها الإسكندر إلى معلمه أرسطو، بشأن مغامراته في الهند.

### بلوتارخ
وُجدت العديد من أساطير الإسكندر في كتابات المؤرخ اليوناني بلوطرخس، مثل أن الإسكندر وُلد في نفس يوم احتراق معبد آرتميس في أفسس، حيث انشغلت الإلهة أرتميس بولادته لدرجة أنها لم تُعره الاهتمام اللازم لإنقاذ معبدها المحترق. وفي وقت لاحق من حياته، عندما عرض الإسكندر دفع تكاليف إعادة بناء المعبد، أُبلغ أنه من غير اللائق أن تُقدم الآلهة قرابين لآلهة أخرى. وفي حكاية أخرى، قيل إن كاهنة معبد أبولو في دلفي صرخت له: "أنت لا تُقهر أيها الشاب!"

### كلوديوس إيليانوس
كتب كلوديوس إيليانوس في كتابه "خصائص الحيوانات" أن السكيثيين يقولون إن هناك حميرًا ذات قرون، وأن قرونها كانت تحجز ماءً من نهر ستيكس. وأضاف أن سوباتر أحضر أحد هذه القرون إلى الإسكندر، فوضع الإسكندر القرن قربانًا نذريًا في دلفي، مع نقش أسفله.

## التقاليد اليهودية

### يوسيفوس
يصف يوسيفوس، وهو مؤرخ من القرن الأول، بوابات الإسكندر (وهو أول من ذكرها بعد بلينيوس الأكبر). يصف يوسيفوس هذه البوابات في سياق مجموعة بربرية تسمى السكيثيين، الذين تمنعهم الحدود من التوغل. في مكان آخر، يوضح يوسيفوس أيضًا أن السكيثيين كانوا معروفين بين اليهود باسم الماجوجيين، أحفاد الماجوج الموصوفين في الكتاب المقدس العبري. تحدث هذه الإشارات في عملين مختلفين. تنص الحرب اليهودية على أن البوابات الحديدية التي أقامها الإسكندر كانت تحت سيطرة ملك هيركانيا (على الحافة الجنوبية لبحر قزوين)، والسماح بمرور البوابات إلى الآلان (الذين اعتبرهم يوسيفوس قبيلة سكيثية) أدى إلى نهب ميديا. يحتوي كتاب "آثار اليهود" ليوسيفوس على مقطعين مهمين، أحدهما يذكر أصول السكيثيين باعتبارهم من نسل ماجوج ابن يافث، والآخر يشير إلى خرق السكيثيين المتحالفين مع تيبيريوس لبوابات بحر قزوين أثناء الحرب الأرمنية.

### التلمود
يحتوي التلمود أيضًا على العديد من الأساطير المتعلقة بالإسكندر، على سبيل المثال، يذكر أن السامريون تآمروا على تدمير الهيكل، لكن الإسكندر سجد عند قدمي الكاهن الأعظم سمعان العادل. كما يذكر العديد من الأساطير الأخرى عن الإسكندر، مثل: أسئلة الإسكندر العشرة لحكماء الجنوب، ورحلته إلى مناطق الظلام، والأمازونيات، والخبز الذهبي، والإسكندر عند بوابة الفردوس، وصعوده في الهواء، ونزوله في البحر.
يسجل التلمود أيضًا قصة تصف الإسكندر وهو يبحث عن ينبوع الحياة، والتي لها أيضًا إصدارات تظهر في قصة الإسكندر وفي أغنية الإسكندر السريانية. في النسخة كما تظهر في التلمود، يغسل الإسكندر سمكة في نبع تقفز إلى الحياة فور غسلها. وإدراكًا منه أنه اكتشف النافورة، يغسل وجهه فيها، على الرغم من أن أهمية هذا لم تشرح في القصة. تختلف النسخة التلمودية عن الإصدارات الأخرى، بقدر ما ينجح الإسكندر في الوصول إلى النافورة فقط في التلمود، وفي هذه القصة، يكون الإسكندر هو من اكتشفها على عكس أحد خدمه.

## التقاليد الأوروبية

### الإسكندر يرى العالم

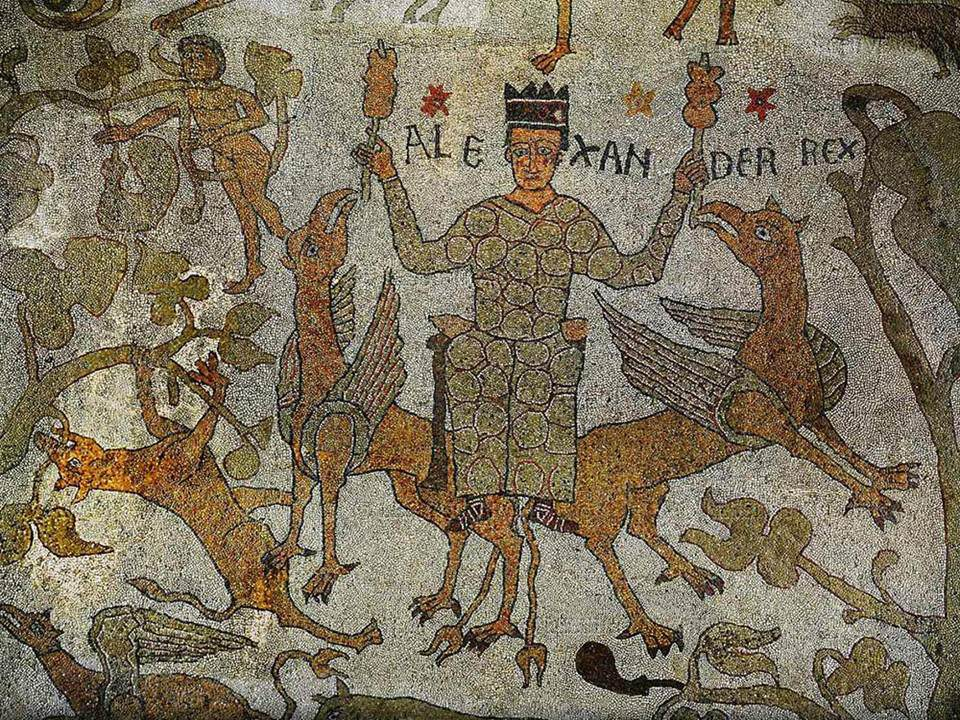
الإسكندر الأكبر محمولاً على ظهر غريفين، فسيفساء أرضية كاتدرائية أوترانتو

رغبًا منه في رؤية العالم، ساد الاعتقاد بأن الإسكندر نزل إلى أعماق المحيط مرتديًا ما يشبه جرس غوص، ليتمكن من رؤية العالم من الأعلى. ولتحقيق ذلك، استخدم غريفينين كبيرين، وجلس بينهما. وكان يحمل أسياخ لحم فوق رأسيهما لتشجيعهما على مواصلة الطيران إلى الأعلى.
حوالي عام 1260، بشّر برثولد فون ريغنسبورغ بأنه، كما اعتقد الإسكندر، "بقدرته على إنزال أعلى النجوم من السماء يدويًا، لذا سترغب أنت أيضًا في الصعود في الهواء إن استطعت". لكن القصة أظهرت إلى أين سيؤدي هذا التسلق، وأثبتت أن الإسكندر العظيم "كان من أعظم الحمقى الذين شهدهم العالم".
جادل كلٌّ من رايس وبوردمان بأنَّ الشكل الموجود على جوهرة ألفريد الأنجلوساكسونية كان يُقصد به تمثيل هذا المشهد لتمثيل فكرة الوصول إلى المعرفة من خلال البصر. كما جادل بوردمان بأنَّ بروش فولر الأنجلوساكسوني يحمل موضوعًا مشابهًا.

### في سالونيك
في سالونيك في العصور الوسطى، أكبر مدينة في منطقة مقدونيا، نشأت أسطورة شعبية بين سكان المدينة تربط الإسكندر بمنحوتات رواق المدينة من العصر الروماني المعروف باسم لاس إنكانتاداس ("المسحورات")، والذي شيد بعد وفاته بوقت طويل. وفقًا للأسطورة، زار ملك تراقي الإسكندر ذات مرة، ووقعت ملكته في حبه. اتفقا على لقاء ليلاً بجوار الرواق، لكن الملك علم بذلك، وطلب من ساحره أن يسحر الرواق حتى يتحجر كل من يمر بالقرب منه. نصح الإسكندر بعدم الذهاب من قبل معلمه أرسطو، لكن الملكة وحاشيتها لم يكونوا محظوظين، وحولوا الجميع إلى منحوتات. وصل الملك وساحره لاحقًا لرؤية عملهم، وتحجروا هم أيضًا.

### الحكايات الشعبية السلافية
في مجموعة الأغاني الشعبية البلغارية التي نشرها ديميتار وكونستانتين ميلادينوف عام 1861، تحت فصل "الأساطير"، تدور الأسطورة الأولى حول القيصر ألكسندر الذي يبحث عن الماء الخالد. سُجِّلت الحكاية بما يبدو أنه لهجة أوهريد-ستروغا. في الأسطورة، يجد ألكسندر الماء الخالد بعد أن سار ثلاثة أيام في الظلام، خلف جبلين ينفتحان وينغلقان. يترك زجاجة الماء الخالد لأخته، التي كسرتها سهوًا. يطارد الإسكندر أخته إلى البحر، حيث تهرب وتتحول إلى دولفين.

## التقاليد العربية
مع رواية الإسكندر اليونانية وترجمتها إلى لغات عديدة، منها الأرمنية والسريانية والعربية والفارسية والإثيوبية وغيرها، خُصص نوع أدبي كامل لمآثر الإسكندر في العالمين المسيحي والإسلامي. وكان الإسكندر أيضًا من أكثر الشخصيات ارتباطًا بذو القرنين، وهو شخصية ورد ذكرها في سورة الكهف في القرآن الكريم، مما وسّع دائرة الاهتمام به في تقاليد العالم الإسلامي.
قدمت اللغة العربية كلغة بلاط الخلافة خلال الخلافة الأموية حوالي عام 700. وكان أحد النصوص الأولى المترجمة إلى العربية رسائل أرسطو إلى الإسكندر (رسائل أرسطو إلى الإسكندر أو الرومانسية الرسائلية)، والتي تتكون من رسالة من الرسائل الملفقة التي تهدف إلى تأكيد سمعة الإسكندر كحاكم حكيم. وقد تألفت في عهد هشام بن عبد الملك (حكم 724-743) من مصادر يونانية مثل Epistola Alexandri ad Aristotelem. أصبح جزء من هذا النص مكونًا لكتاب سر الأسرار (كتاب سر الأسرار) ليحيى بن البطريق (ت 815)، وهي أطروحة شبه أرسطوية أصبحت شائعة للغاية وتُرجمت مباشرة من اللغة العربية إلى العديد من اللغات الأخرى (بما في ذلك الأوروبية). أصبح كل من الإسكندر وأرسطو شخصيتين مهمتين في أدب الحكمة الإسلامي، كما هو الحال في الفصل المخصص للإسكندر في كتاب "أدب الفلاسفة " الذي يعود للقرن التاسع الميلادي والمكتوب باسم المترجم والطبيب المسيحي الشهير حنين بن إسحاق. وشملت النصوص الأخرى في هذا التقليد من القرن العاشر فصاعدًا كتاب "صندوق الحكمة" لأبو سليمان السجستاني، وكتاب "الحكمة الخالدة" لمسكويه، وكتاب "الكليم الروحانية في الحكم اليونانية" لابن هندو.
دخلت أدبيات الإسكندر الرومانسية إلى العالم العربي من خلال ترجمتها السريانية، المعروفة باسم أسطورة الإسكندر السريانية. وأصبحت المصدر الرئيسي للمؤرخين العرب الذين أرادوا مناقشة دور الإسكندر في تاريخ ما قبل الإسلام. على سبيل المثال، يتضمن كتاب "أخبار الطوال" لأبي حنيفة الدينوري (ت. 896)، المستند بدوره على نسخة أقدم من كتاب "نهاية العرب" للأصمعي، تاريخًا موجزًا لمملكة الإسكندر في هذا التراث. تشمل الأمثلة الأخرى تاريخ (تاريخ) لليعقوبي (ت 897)، والرسل والملوك (تاريخ الأنبياء والملوك، أو ببساطة الحوليات) للطبري (ت 923)، ومروج الذهب للمسعودي (ت 956)، ونظم الجوهر (عقد اللؤلؤ) لأفتيخيوس الإسكندري.
كانت قصة الإسكندر لعمارة بن زيد، التي ألفت في أواخر القرن الثامن أو أوائل القرن التاسع، أقدم رواية عربية كاملة عن الإسكندر. ومن النسخ العربية البارزة الأخرى قصة ذو القرنين (القرن التاسع)، وقصة ثانية من قصص ذو القرنين في عرائس المجالس في قصص الأنبياء للثعلبي (القرن الحادي عشر)، وحديث ذو القرنين (القرن الخامس عشر)، وسيرة الإسكندر (القرن الخامس عشر)، وسيرة الملك إسكندر ذو القرنين، وتاريخ الإسكندر المقدوني (القرن السابع عشر).

## التقاليد الفارسية

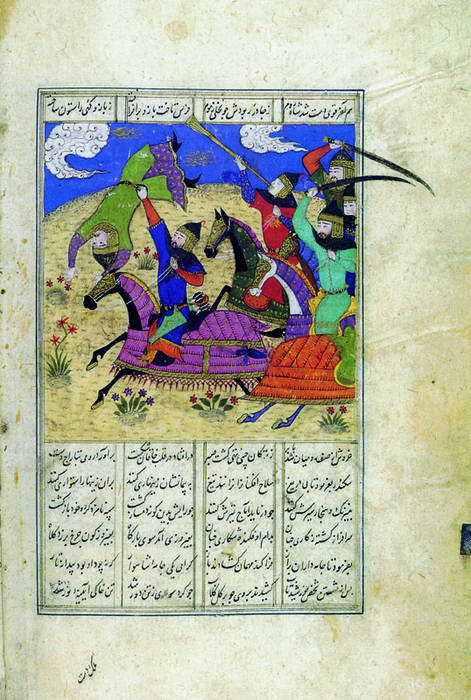
إسكندر يقاتل العدو، منمنمة فارسية من القرن الخامس عشر، متحف تشارتوريسكي

إن التقليد الفارسي ما قبل الإسلام للإسكندر سلبي للغاية، كما هو الحال في كتاب أردافيراف والبندشن. في هذه النصوص، الإسكندر هو عدو إيران والدين الحقيقي. على سبيل المثال، يقول النص السابق في إحدى نقاطه: ثم خدع الروح الشريرة الملعونة الشريرة الملعون (جيزيستاج) الإسكندر الروماني، الذي عاش في مصر، من أجل إثارة الشك في هذا الدين لدى الناس". تحتفظ التمثيلات الإسلامية المبكرة للإسكندر ببعض بقايا هذه الآراء، حيث يُطلق على الإسكندر أحيانًا اسم جيزيستاج في الشاهنامة. استنتج ثيودور نولدكه أيضًا وجود مراجعة فارسية وسطى مفقودة الآن لقصة الإسكندر، والتي اعتقد أنها تُرجمت إلى السريانية باسم قصة الإسكندر السريانية، لكن الدراسات الحديثة ألقت بظلال من الشك على وجود مثل هذا الوسيط.
جمعت الروايات الفارسية في العصر الإسلامي لأسطورة الإسكندر، المعروفة باسم إسكندرنامه، بين الكاليسثينيس الزائف والمواد السريانية عن الإسكندر، والتي ورد بعضها في القرآن الكريم، مع الأفكار الفارسية الساسانية عن الإسكندر الأكبر. وهذه نتيجة مثيرة للسخرية بالنظر إلى عداء بلاد فارس الزرادشتية للعدو الوطني الذي أنهى الإمبراطورية الأخمينية، ولكنه كان أيضًا مسؤولًا بشكل مباشر عن قرون من الهيمنة الفارسية من قبل "الحكام الأجانب" الهلنستيين ومع ذلك، فإنه لا يُصوَّر أحيانًا كمحارب وفاتح، ولكن كباحث عن الحقيقة يجد في النهاية ينبوع الشباب (ماء الحياة). وضعت المصادر الفارسية حول أسطورة الإسكندر سلسلة نسب أسطورية له حيث كانت والدته محظية دارا الثاني، مما جعله الأخ غير الشقيق لآخر ملوك الأخمينيين، داريوس الثالث. بحلول القرن الثاني عشر، كان كتّاب بارزون مثل نظامي الكنجوي يجعلونه موضوعًا لقصائدهم الملحمية. كما أن الرومانسية والأسطورة السريانية هما أيضًا مصدران للأحداث في شاهنامه الفردوسي. في الشاهنامه، الملحمة الفارسية، قُتل الابن الأكبر لكاي بهمن، دارا (ب)، في معركة مع الإسكندر الأكبر، أي أن دارا/داراب عُرف بأنه داريوس الثالث، مما يجعل بهمن شخصية من القرن الرابع قبل الميلاد. وفي تقليد آخر، فإن الإسكندر هو ابن دارا/داراب وزوجته ناهد، التي وُصفت بأنها ابنة "فيلفوس الروم" أي "فيليب اليوناني" (قارن فيليب الثاني المقدوني).

## التقاليد الهندية
يُزعم أن الإسكندر الأكبر هو الجد الأكبر لحكام الهونزا.

## ألكسندر رومانس

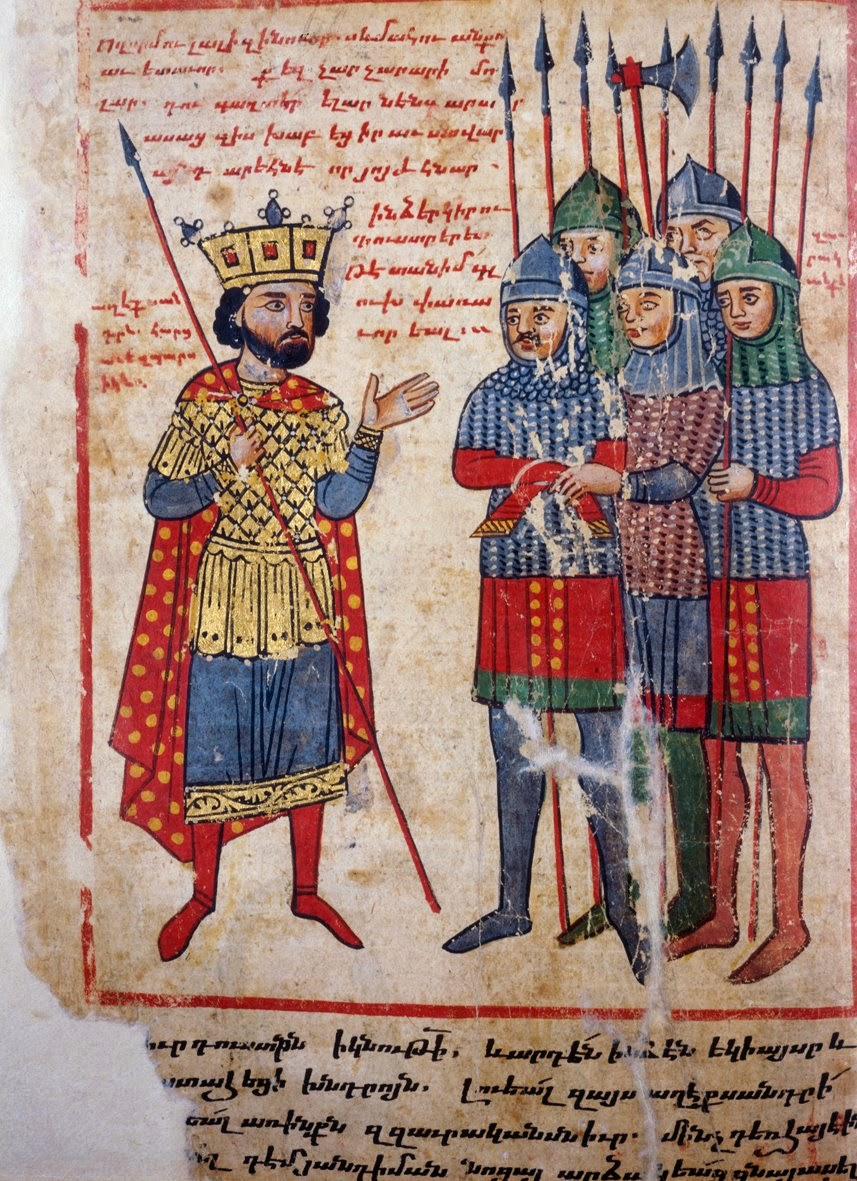
رواية الإسكندر، مخطوطة أرمنية مزخرفة من القرن الرابع عشر.

في القرن الثالث الميلادي، جُمعت مجموعة من المواد الأسطورية والتاريخية عن الإسكندر الأكبر في نص يُعرف باسم "رواية الإسكندر". يُنسب النص، باسم مستعار، إلى كاليسثينيس، مؤرخ بلاط الإسكندر الأكبر. ولهذا السبب، يُشار إلى مؤلفه عادةً باسم كاليسثينيس الزائف.
في العصور ما قبل الحديثة، خضعت رواية الإسكندر لأكثر من 100 ترجمة وتطوير واشتقاق في 25 لغة، بما في ذلك جميع اللهجات الأوروبية تقريبًا بالإضافة إلى كل لغة من المناطق الإسلامية في آسيا وأفريقيا، من مالي إلى ماليزيا.
في أوروبا، طواها النسيان إلى أن اكتشف ليو، رئيس الكهنة، نسخة يونانية في القسطنطينية أثناء مهمته الدبلوماسية. أنتج ترجمة إلى اللاتينية بعنوان "ميلاد الإسكندر الأكبر ونصره"، والتي أصبحت أساسًا للنسخة الأكثر نجاحًا وتوسعًا المعروفة باسم "تاريخ الأحداث"، والتي خضعت لثلاث تنقيحات بين القرنين الثاني عشر والخامس عشر، وجعلت من الإسكندر اسمًا مألوفًا طوال العصور الوسطى. ومن النسخ اللاتينية الأخرى الشائعة جدًا رواية "الإسكندر" لوالتر من شاتيلون.
بعد ذلك ترجمت إلى جميع اللغات الرئيسية في أوروبا حيث أصبحت إصدارات رومانسية الإسكندر الشكل الأكثر شعبية للأدب الأوروبي في العصور الوسطى بعد الكتاب المقدس، مثل الفرنسية القديمة (القرن الثاني عشر)، والاسكتلندية الوسطى (كتاب الإسكندر، القرن الثالث عشر)، والإيطالية، والإسبانية (كتاب الإسكندر)، والألمانية الوسطى (أغنية الإسكندر للامبريشت، ونسخة من القرن الخامس عشر ليوهانس هارتليب)، والسلافية، والمجرية، والرومانية، والأيرلندية، والمزيد.
تحتوي أسطورة الإسكندر السريانية، التي ألفت إما في عام 630 تقريبًا بعد فترة وجيزة من هزيمة هرقل للفرس أو في منتصف القرن السادس أثناء حكم جستينيان الأول، على زخارف إضافية لم يعثر عليها في أقدم نسخة يونانية من الرومانسية، بما في ذلك إضفاء طابع نهاية العالم على الجدار المبني ضد يأجوج ومأجوج. إنشئت تنقيحات لاحقة في الشرق الأوسط لأسطورة الإسكندر في تقليد التنقيح السرياني، بما في ذلك الإصدارات باللغة العربية والفارسية (إسكندرنامه) والإثيوبية والعبرية (في الجزء الأول من سفر هاجاداه) والتركية العثمانية (القرن الرابع عشر) والمنغولية الوسطى (القرنين الثالث عشر والرابع عشر).

### الاستقبال الشرقي

#### القرآن الكريم

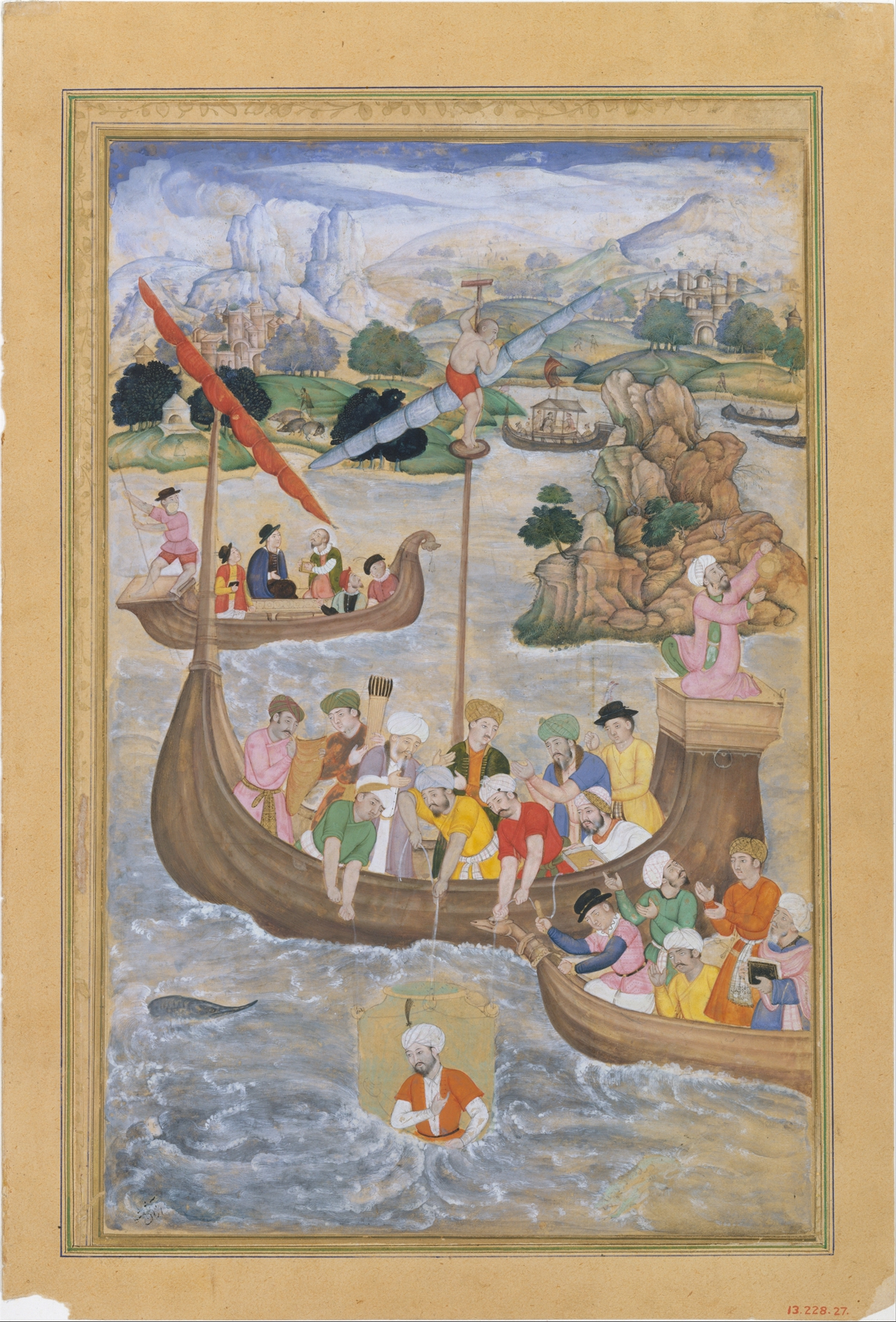
إنزال الإسكندر في البحر، من مخطوطة خمسة لأمير خسرو دهلوي، وهي مخطوطة مصورة من إمبراطورية المغول، منسوبة إلى موكندا حوالي عام 1597-1598، متحف متروبوليتان للفنون

غالبًا ما يُعرَّف الإسكندر بذي القرنين، أو "ذو القرنين" المذكور في القرآن الكريم، سورة الكهف ١٨:٨٣-٩٤. كما وُجِدت أوجه تشابه بين الرواية القرآنية وأسطورة الإسكندر السريانية في أبحاث حديثة (انظر الإسكندر في القرآن الكريم). كما توسّع التراث العربي في أسطورة أن الإسكندر الأكبر كان رفيق أرسطو وأفلاطون.

#### التقاليد الفارسية
بدأت النسخ الفارسية من رواية الإسكندر بتصويرات تغطي ثلاثة أقسام من شاهنامه الفردوسي (كتاب الملوك). ظهرت أول مراجعة فارسية كاملة للرواية في عمل مجهول بعنوان إسكندرنامه، ويرجع تاريخه على الأرجح إلى القرن الحادي عشر. ثم قام نظامي الكنجوي بتأليف إسكندرنامه الخاص به تحت تأثير كبير من تمثيلات سجل الفردوسي. كانت النسخة الفارسية الرئيسية التالية هي آينا إسكندري (مرآة الإسكندرية) للشاعر أمير خسرو، الذي بدأ أولاً بمسح الأعمال السابقة لفردوسي ونظامي قبل المضي قدمًا في صورته الخاصة. كانت النسخة الفارسية الرئيسية الأخيرة هي خراد نامه (كتاب الاستخبارات الإسكندرية) لجامي الذي ألفه في القرن الخامس عشر، على الرغم من استمرار كتابة العديد من النسخ الأخرى أيضًا.

#### التقاليد الملايوية
كُتب حكايات الملايو إسكندر ذو القرنين عن الإسكندر الأكبر باسم ذو القرنين، ويرجع أصل العديد من العائلات المالكة في جنوب شرق آسيا من إسكندر ذو القرنين، عبر رجا راجندرا تشولا (راجا سوران، رجا تشولا) في السجلات التاريخية لملايو، مثل ملوك سومطرة المينانغكابو.

### الاستقبال الغربي
تشمل الملاحم الغربية المستندة إلى رومانسية الإسكندر ما يلي:
- ألكسندريس (لاتيني)
- أغنية ألكسندر (ألمانية)
- <i id="mwAkQ">بويك ألكسندر</i> (اسكتلندا الوسطى)
- Li romans d'Alixandre (French)
- كتاب ألكسندر (إسباني)
- ملحمة الإسكندر (اللغة النوردية القديمة - الأيسلندية)

### الاستشهادات
1. 1 2  Worthington، I. (2014). Alexander the Great: Man and God. Taylor & Francis. ص. 32–33. ISBN:978-1-317-86644-2. مؤرشف من الأصل في 2023-10-06. اطلع عليه بتاريخ 2023-08-03.
2. ↑  "Lendering, Jona. "Alexander the God", Livius.org". مؤرشف من الأصل في 2016-12-01. اطلع عليه بتاريخ 2020-03-26.
3. ↑  Meserve، Margaret (2008). Empires of Islam in Renaissance historical thought. USA: Harvard historical studies. ص. 254. ISBN:978-0-674-02656-8.
4. ↑  Bietenholz، Peter G. (1994). Historia and fabula: myths and legends in historical thought from antiquity to the modern age. Brill. ص. 122. ISBN:978-9004100633. مؤرشف من الأصل في 2024-03-16.
5. ↑  "Chabad, Alexander in Jerusalem". مؤرشف من الأصل في 2014-11-08. اطلع عليه بتاريخ 2013-11-04.
6. ↑  Crone، Patricia (2016). Islam, the Ancient Near East and Varieties of Godlessness: Collected Studies in Three Volumes, Volume 3. Brill. ص. 67–68. ISBN:978-90-04-31931-8. مؤرشف من الأصل في 2024-06-18.
7. ↑  Bernd und Hiltrud Hainmüller (n.d.). "Weltbilder des Mittelalters,Station 4: Innenraum – Symbolik in visuellen Medien,1. Die romanischen Skulpturen". hainmueller.de. مؤرشف من الأصل في 2024-09-11. اطلع عليه بتاريخ 2022-03-16.
8. ↑  Stuart، J.؛ Revett، N. (1762). The Antiquities of Athens, Measured and Delineated. London: John Nichols. ج. 3. ص. 53–56.
9. ↑  Miladinov، Konstantin؛ Miladinov، Dimitar (1861). Bulgarian Folk Songs. ص. 526.
10. ↑  Griffith، Sidney (15 مارس 2022). "Narratives of "the Companions of the Cave," Moses and His Servant, and Dhū 'l-Qarnayn in Sūrat al-Kahf". Journal of the International Qur'anic Studies Association. ج. 6 ع. 1: 146–147. DOI:10.5913/jiqsa.6.2021.a005. ISSN:2474-8420. S2CID:251486595.
11. ↑  Chism, Christine (4 Feb 2016), "Facing The Land Of Darkness: Alexander, Islam, And The Quest For The Secrets Of God", Alexander the Great in the Middle Ages (بالإنجليزية), University of Toronto Press, pp. 51–75, DOI:10.3138/9781442661301-007, ISBN:978-1-4426-6130-1, Retrieved 2024-01-17
12. ↑  Daneshgar، Majid (2020). Studying the Qur'ān in the Muslim Academy. AAR reflection and theory in the study of religion. New York (N.Y.): Oxford University Press. ص. 77. ISBN:978-0-19-006754-0.
13. ↑  Gaullier-Bougassas، Catherine؛ Doufikar-Aerts، Faustina (2022). "Alexander the Great in Medieval Literature". Literature: A World History, Volumes 1-4. Wiley. ص. 532–533.
14. ↑  Gaullier-Bougassas، Catherine؛ Doufikar-Aerts، Faustina (2022). "Alexander the Great in Medieval Literature". Literature: A World History, Volumes 1-4. Wiley. ص. 534.
15. ↑  Gaullier-Bougassas، Catherine؛ Doufikar-Aerts، Faustina (2022). "Alexander the Great in Medieval Literature". Literature: A World History, Volumes 1-4. Wiley. ص. 534–535.
16. 1 2  Nawotka, Krzysztof (26 Apr 2018), "Syriac and Persian Versions of the Alexander Romance", Brill's Companion to the Reception of Alexander the Great (بالإنجليزية), Brill, pp. 525–542, DOI:10.1163/9789004359932_022, ISBN:978-90-04-35993-2, Archived from the original on 2024-09-07, Retrieved 2024-03-25
17. ↑  Algar, Hamid (1973). Mīrzā Malkum Khān: A Study in the History of Iranian Modernism (بالإنجليزية). University of California Press. p. 292, ft. 26. ISBN:9780520022171. Archived from the original on 2023-12-16.
18. ↑  Manteghi، Haila (28 فبراير 2018). Alexander the Great in the Persian Tradition: History, Myth and Legend in Medieval Iran. I.B.Tauris. ISBN:978-1-78672-366-6. The Shahnama also contains parts from the Syriac sources discussed in the first chapter of this book: the Syriac Alexander Romance (such as the dragon slaying and the journey to Chin), episodes from the Syriac Legend and Poem (such as Gog and Magog, and the Water of Life) and the philosophers' laments over Alexander's tomb.
19. ↑  Encyclopædia Iranica - Page 12 (ردمك 978-0-7100-9109-3)
20. ↑  Alexander the Great was called "the Ruman" in Zoroastrian tradition because he came from Greek provinces which later were a part of the eastern Roman empire - The archeology of world religions By Jack Finegan Page 80 (ردمك 0-415-22155-2)
21. ↑  Edward Frederick Knight (1893). Where Three Empires Meet: A Narrative of Recent Travel in Kashmir, Western Tibet, Gilgit, and the Adjoining Countries. Longmans, Green, and Company. ص. 330.
22. ↑  Doufikar-Aerts, Faustina (2020). "The Arabic Alexander Romance: Mirror of a Bold, Clever, and Devout Prince". In Seigneurie, Ken (ed.). A Companion to World Literature (بالإنجليزية). Wiley. pp. 1–11. DOI:10.1002/9781118635193.ctwl0072. ISBN:978-1-118-99318-7. Archived from the original on 2025-07-13.
23. ↑  Stoneman، Richard (2022). "Introduction: Formation and Diffusion of the Alexander Legend". في Stoneman، Richard (المحرر). A history of Alexander the Great in world culture. Cambridge, United Kingdom ; New York, NY: Cambridge University Press. ص. 7–8. ISBN:978-1-107-16769-8.
24. ↑  Walter؛ Townsend، David (1996). The Alexandreis of Walter of Châtillon: a twelfth-century epic: a verse translation. The Middle Ages series. Philadelphia, Pa: University of Pennsylvania Press. ISBN:978-0-8122-3347-6.
25. 1 2  Mínguez Cornelles، Víctor؛ Rodríguez Moya، Inmaculada (2024). The visual legacy of Alexander the Great from the Renaissance to the age of revolution. Routledge research in art history. New York London: Routledge, Taylor & Francis Group. ص. 22. ISBN:978-1-032-54990-3.
26. ↑  Damian-Grint، Peter (1999). The new historians of the twelfth-century Renaissance: inventing vernacular authority. Rochester, N.Y: Boydell Press. ص. 2–3. ISBN:978-0-85115-760-3.
27. ↑  Mainer, Sergi (1 Jan 2010), "The Alexander and Charlemagne Romances", The Scottish Romance Tradition c. 1375–c. 1550 (بالإنجليزية), Brill, pp. 223–255, DOI:10.1163/9789042029767_009, ISBN:978-90-420-2976-7, Archived from the original on 2024-04-13, Retrieved 2024-03-11
28. ↑  Morosini, Roberta (1 Jan 2011), "The Alexander Romance In Italy", A Companion to Alexander Literature in the Middle Ages (بالإنجليزية), Brill, pp. 329–364, DOI:10.1163/ej.9789004183452.i-410.109, ISBN:978-90-04-21193-3, Archived from the original on 2022-11-19, Retrieved 2024-03-11
29. ↑  Minaéva، Oxana؛ Holmquist Olausson، Lena (2015). Scandinavia and the Balkans: cultural interactions with Byzantium and Eastern Europe in the first Millennium AD. Newcastle upon Tyne (GB): Cambridge Scholars Publishing. ص. 107–108. ISBN:978-1-4438-7761-9.
30. ↑  Pseudo-Callisthenes؛ Stoneman، Richard (1991). The Greek Alexander romance. Penguin classics. London, England ; New York, NY, USA: Penguin Books. ص. 7–8. ISBN:978-0-14-044560-2.
31. ↑  Ciancaglini، Claudia A. (2001). "The Syriac Version of the Alexander Romance". Le Muséon. ج. 114 ع. 1–2: 121–140. DOI:10.2143/MUS.114.1.302.
32. ↑  Tesei، Tommaso (19 أكتوبر 2023). The Syriac Legend of Alexander's Gate. Oxford University Press. DOI:10.1093/oso/9780197646878.001.0001. ISBN:978-0-19-764687-8.
33. ↑  Donzel، Emeri J. van؛ Schmidt، Andrea Barbara (2010). Gog and Magog in Early Eastern Christian and Islamic Sources: Sallam's Quest for Alexander's Wall. Brill. ص. 17. ISBN:978-90-04-17416-0. The episode of Alexander's building a wall against Gog and Magog, however, is not found in the oldest Greek, Latin, Armenian and Syriac versions of the Romance. Though the Alexander Romance was decisive for the spreading of the new and supernatural image of Alexander the king in East and West, the barrier episode has not its origin in this text. The fusion of the motif of Alexander's barrier with the Biblical tradition of the apocalyptic peoples Gog and Magog appears in fact for the first time in the so called Syriac Alexander Legend. This text is a short appendix attached to the Syriac manuscripts of the Alexander Romance.
34. ↑  "Ahmedi, Taceddin". universalium.academic.ru. مؤرشف من الأصل في 2020-06-17. اطلع عليه بتاريخ 2011-12-19.
35. ↑  Cleaves، Francis Woodman (1959). "An Early Mongolian Version of The Alexander Romance". Harvard Journal of Asiatic Studies. ج. 22: 1–99. DOI:10.2307/2718540. ISSN:0073-0548. JSTOR:2718540. مؤرشف من الأصل في 2024-06-19.
36. ↑  ""Alexander is Lowered into the Sea", Folio from a Khamsa (Quintet) of Amir Khusrau Dihlavi, 1597–98". www.metmuseum.org. مؤرشف من الأصل في 2025-06-03. اطلع عليه بتاريخ 2018-12-14.
37. ↑  Fastina Doufikar-Aerts (2016). "Coptic Miniature Painting in the Arabic Alexander Romance". Alexander the Great in the Middle Ages: Transcultural Perspectives. University of Toronto Press. ص. 173. ISBN:978-1-4426-4466-3. The essence of his theory is that parallels can be found in the Quranic verses on Dhu'l-qarnayn (18:82-9) and the Christian Syriac Alexander Legend. The hypothesis requires a revision, because Noldeke's dating of Jacob of Sarug's Homily and the Christian Syriac Alexander Legend is no longer valid; therefore, it does not need to be rejected, but it has to be viewed from another perspective. See my exposé in Alexander Magnus Arabicus (see note 7), chapter 3.3 and note 57.
38. ↑  Casari، Mario (2023). "The Alexander Legend in Persian Literature". في Ashtiany، Mohsen (المحرر). Persian narrative poetry in the classical era, 800-1500: romantic and didactic genres. A history of Persian literature / founding editor - Ehsan Yarshater. London New York Oxford New Delhi Sydney: I.B. Tauris. ص. 491, 504–510. ISBN:978-1-78673-664-2.
39. ↑  Casari، Mario (2023). "The Alexander Legend in Persian Literature". في Ashtiany، Mohsen (المحرر). Persian narrative poetry in the classical era, 800-1500: romantic and didactic genres. A history of Persian literature / founding editor - Ehsan Yarshater. London New York Oxford New Delhi Sydney: I.B. Tauris. ص. 513–534. ISBN:978-1-78673-664-2.
40. ↑  John N. Miksic (30 سبتمبر 2013). Singapore and the Silk Road of the Sea, 1300_1800. NUS Press. ص. 147–. ISBN:978-9971-69-574-3. مؤرشف من الأصل في 2023-11-19.
41. ↑  Marie-Sybille de Vienne (9 مارس 2015). Brunei: From the Age of Commerce to the 21st Century. NUS Press. ص. 47–. ISBN:978-9971-69-818-8. مؤرشف من الأصل في 2023-11-19.

## قراءة إضافية
- دوفيكار-ايرتس، فوستينا. ألكسندر ماغنوس أرابيكس: مسح لتقليد الإسكندر عبر سبعة قرون: من كاليسثينيس الزائف إلى سوري ، بيترز 2010.
- منطقي، هيلة. الإسكندر الأكبر في التقاليد الفارسية: التاريخ والأساطير والخرافات في إيران في العصور الوسطى ، آي بي توريس 2018.
- مور، كينيث. رفيق بريل لاستقبال الإسكندر الأكبر ، بريل ٢٠١٨.
- أوجدن، دانيال. كتاب "رفيق كامبريدج للإسكندر الأكبر" ، مطبعة جامعة كامبريدج، ٢٠٢٤.
- ستوك، ماركوس (محرر). الإسكندر الأكبر في العصور الوسطى: وجهات نظر عبر الثقافات ، مطبعة جامعة تورنتو 2016.
- ستونمان، ريتشارد. الإسكندر الأكبر: حياة في الأسطورة. نيو هافن، كونيتيكت؛ لندن: مطبعة جامعة ييل، ٢٠٠٨. ISBN 9780300112030 (غلاف مقوى).
- ستونمان، ريتشارد وآخرون (المحررون). رومانسية الإسكندر في بلاد فارس والشرق ، بارخويس 2012.
- ستونمان، ريتشارد. تاريخ الإسكندر الأكبر في الثقافة العالمية ، مطبعة جامعة كامبريدج، ٢٠٢٢.
- زويا، ديفيد (محرر). رفيق أدب الإسكندر في العصور الوسطى ، بريل 2011.